# Scott Boggan
Scott Boggan (* 13. Juni 1961) ist ein amerikanischer Tischtennisspieler. Er nahm an drei Weltmeisterschaften teil.

## Werdegang
Scott Boggan ist ein Sohn des Tischtennishistorikers Tim Boggan. Bereits als Sechsjähriger trat Scott bei Turnieren auf. Er steigerte seine Spielstärke und wurde 1979 erstmals für die Weltmeisterschaft nominiert. Er nahm noch 1981 und 1983 an Weltmeisterschaften teil, kam dabei jedoch nie in die Nähe von Medaillenrängen.
Ab 1979 spielte Scott Boggan vier Jahre lang in Deutschland. Zunächst schloss er sich dem Bundesligaverein TTC Simex Jülich an. 1981 wechselte er zu NF Rheydt in die 2. Bundesliga. Ende der 1990er Jahre spielte er nochmals in Deutschland, damals beim Verein TTF Bad Honnef in der Regionalliga.
2001 wurde Scott Boggan in die Hall of Fame der USA-Tischtennisspieler aufgenommen.

## Privat
Scott Boggans jüngerer Bruder Eric hatte eine ähnliche Tischtennislaufbahn. Scott ist verheiratet und hat zwei Söhne.